# Vranovská Lhota
Vranovská Lhota je malá vesnice, část obce Vranov v okrese Benešov. Nachází se asi 1,5 km na jihozápad od Vranova. V roce 2009 zde bylo evidováno 45 adres. Vranovská Lhota je také název katastrálního území o rozloze 3,37 km². V katastrálním území Vranovská Lhota leží i Klokočná.

## Historie
První písemná zmínka o vesnici pochází z roku 1397.